# Microtropesa viridescens
Microtropesa viridescens là một loài ruồi trong họ Tachinidae.